# دهه ۱۱۳۰ (پیش از میلاد)
دهه ۱۱۳۰ (پیش از میلاد) صد و سیزدهمین دهه قبل از مبدا شروع تقویم میلادی است.